# تيم ديكر
تيم ديكر (بالهولندية: Tim Dekker)‏ (و. 1993  م) هو منافس ألعاب قوى هولندي، ولد في تيلبورخ.

## روابط خارجية
- تيم ديكر على موقع الاتحاد الدولي لألعاب القوى (الإنجليزية)